# Túquerres
Túquerres è un comune della Colombia facente parte del dipartimento di Nariño.
L'abitato venne fondato da Miguel Muñoz nel 1541.
Nel 1893 la beata Maria Josefa Karolina Brader vi fondò un convento con altre sei suore, dando origine alla congregazione delle suore francescane di Maria Immacolata.